# Historia de la minería en Chile

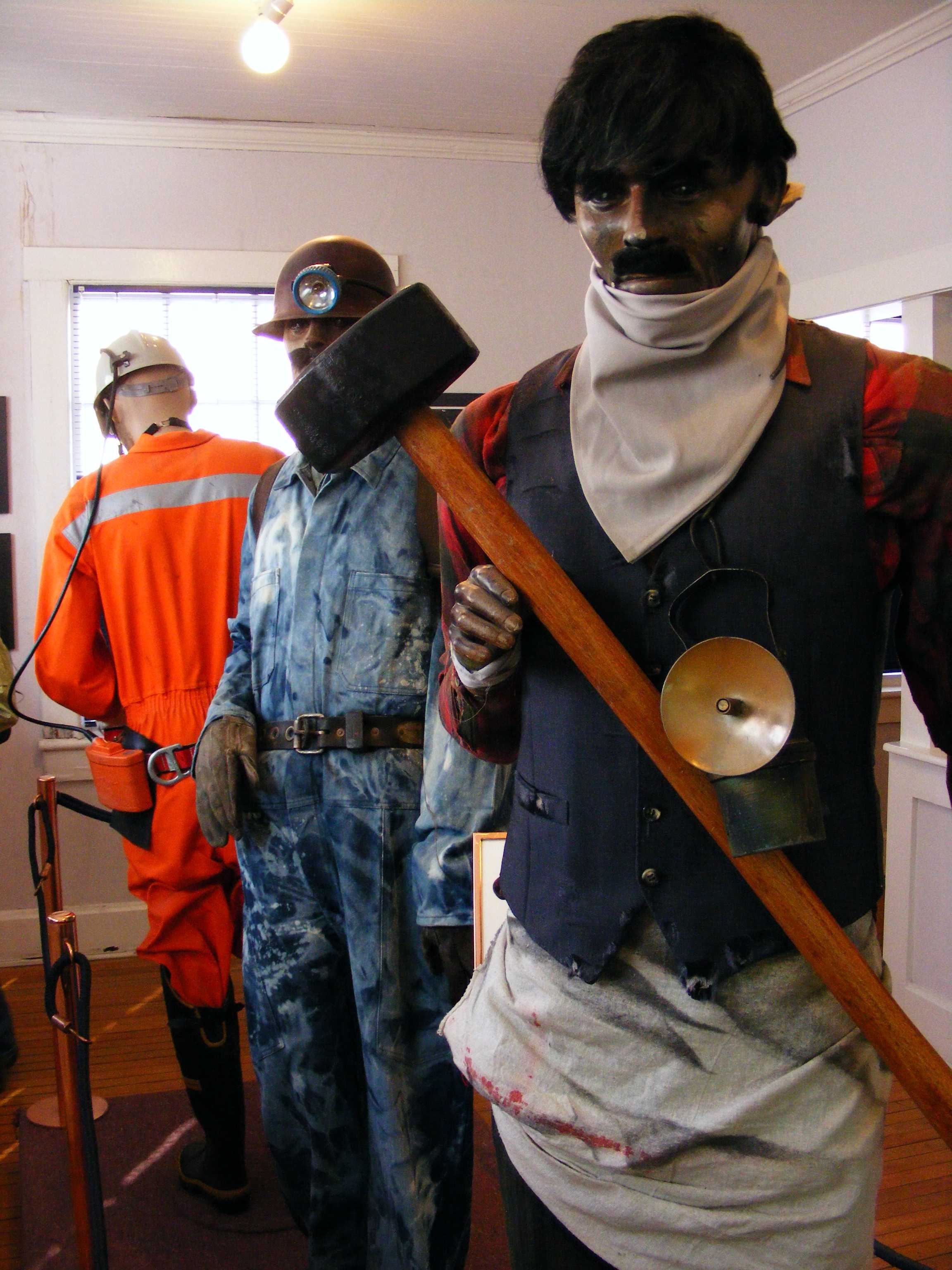
Trajes de mineros de distintas épocas, en el Museo de la Gran Minería del Cobre de Sewell

Durante la mayor parte de la historia de Chile, la minería ha sido una importante actividad económica. La minería del siglo XVI se orientó hacia la explotación de yacimientos de placeres auríferos mediante el sistema de encomiendas. Tras un período de declive en el siglo XVII, la minería resurgió en el siglo XVIII y principios del XIX, girando principalmente en torno a la extracción de plata. Hacia la década de 1870, la minería de la plata disminuyó drásticamente, y la matriz económica chilena giró hacia el salitre, pues Chile obtuvo distritos mineros altamente lucrativos después de la Guerra del Pacífico (1879-1883). Desde la primera mitad del siglo XX, la minería del cobre eclipsó la decadente minería del salitre.

## Minería prehispánica
Los incas explotaban placeres auríferos en el norte de Chile antes de la llegada de los españoles. Se ha afirmado que el iimperio incaico expandió a tierras diaguitas debido a su riqueza mineral, aunque esta hipótesis ha sido disputada. Una ampliación de esta hipótesis es que los incas habrían invadido los relativamente bien poblados valles orientales diaguitas (actual Argentina) para obtener mano de obra para enviar a los distritos mineros chilenos.
Los arqueólogos Tom Dillehay y Américo Gordon afirmaron que los yanaconas incas extraían oro al sur de la frontera incaica en territorio del pueblo mapuche. Así, el motivo principal de la expansión incaica hacia territorio mapuche habría sido el acceso a minas de oro.
A unos 74 km al noreste de Copiapó en Viña del Cerro los incas tuvieron uno de sus mayores centros mineros y metalúrgicos del Collasuyo. Hay evidencia de metalurgia de oro, plata y cobre en el sitio, incluida la producción de bronce.
Además del oro, los pueblos aborígenes de Chile también extraían cobre nativo y otros minerales de cobre con los cuales producían pulseras, pendientes y armas. El uso del cobre en Chile se remonta al año 500 a. C. Si bien se sabe que las herramientas mapuche prehispánicas eran relativamente simples y estaban típicamente hechas de madera y piedra, algunas estaban hechas de cobre y bronce.

## Minería colonial (1541–1810)

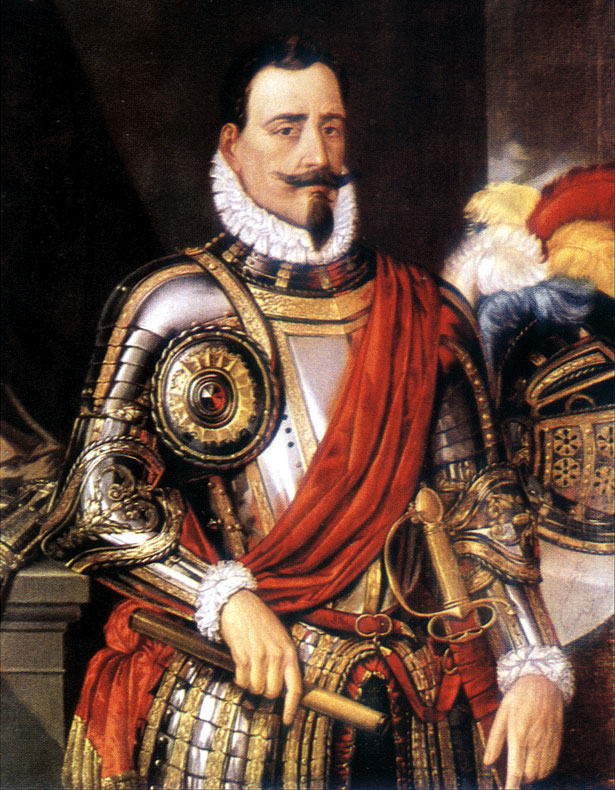
Pedro de Valdivia, el conquistador que inició la minería en nombre de los españoles en Chile. Pedro Mariño de Lobera registra que una historia común en Chile en el momento de la muerte de Valdivia era que había sido asesinado por mapuches que lo obligaron a beber oro fundido.

Los primeros españoles extraían oro de los placeres utilizando mano de obra indígena. Esto contribuyó a marcar el comienzo de la Guerra de Arauco, ya que los mapuches nativos carecían de una tradición de trabajo forzado (como la mita de los pueblos andinos) y en gran medida se negaban a servir a los españoles. Un área clave fueron los valles alrededor de la cordillera de Nahuelbuta, donde los designios españoles para esta región eran explotar los depósitos de placeres de oro utilizando mano de obra mapuche esclava de los cercanos y densamente poblados valles. Las muertes relacionadas con la minería contribuyeron a una disminución de la población entre los nativos mapuches. Otro sitio de la minería española fue la ciudad de Villarrica. En esta ciudad los españoles extraían placeres de oro y plata. El sitio original de la ciudad probablemente estaba cerca del actual Pucón. Sin embargo, en algún momento del siglo XVI, se presume que los placeres de oro fueron enterrados por lahares que bajaron desde el volcán Villarrica, lo que llevó a los colonos a reubicar la ciudad más al oeste en su ubicación moderna.
Aunque menos importantes que los distritos auríferos en el sur, los españoles también llevaron a cabo operaciones mineras en la zona central de Chile. Pero a medida que las poblaciones indígenas en Chile central se redujeron a alrededor del 30% de su población de la década de 1540 hacia fines del siglo XVI y los depósitos de oro se agotaron, los españoles de Chile central comenzaron a concentrarse en la actividad ganadera.
La actividad minera disminuyó a fines del siglo XVI cuando se agotó la parte más rica de los depósitos de placeres, que suelen ser los más superficiales. Este declive se vio agravado por la destrucción de ciudades en el sur del país tras la batalla de Curalaba de 1598, lo cual supuso para los españoles la pérdida tanto de los principales distritos auríferos como de sus fuentes de mano de obra mapuche. La extracción de oro se convirtió en un tabú entre los mapuches en la época colonial, y la extracción de oro solía prohibirse so pena de muerte.
Comparada con los siglos XVI y XVIII, la actividad minera chilena en el siglo XVII fue muy limitada: la producción de oro totalizó solo 350 kg durante todo el siglo, y se exportaron cantidades aún menores de cobre al resto del Virreinato del Perú durante el siglo XVII. El país vio un resurgimiento de su actividad minera en el siglo XVIII, con una producción anual de oro que aumentó de 400 a 1000 kg en el transcurso del siglo y la producción anual de plata aumentó de 1000 a 5000 kg en el mismo intervalo. La minería chilena de óxidos minerales de cobre de alto grado y fundidos con carbón vegetal produjo entre 80.000 a 85.000 toneladas de cobre en el período 1541-1810.
En el siglo XVIII, el oro, la plata y el cobre chilenos comenzaron a exportarse directamente a España a través del estrecho de Magallanes vía Buenos Aires.
Hacia la primera mitad del siglo XVIII se extraía azufre de los volcanes extinguidos en los Andes alrededor de Copiapó. Este elemento fue crucial para la fabricación de la pólvora.
Los primeros exploradores españoles sabían de la existencia de carbón en territorio chileno. Por ejemplo, Diego de Rosales señaló que cuando el gobernador García Hurtado de Mendoza y sus hombres permanecieron en la isla Quiriquina en 1557, hicieron fuego con carbones obtenidos localmente. Por su parte, fue descubierto carbón en la austral Región de Magallanes por primera vez por la expedición de Pedro Sarmiento de Gamboa, hacia 1584.

## Fiebre de plata e inicios de la minería del carbón (1810-1870)

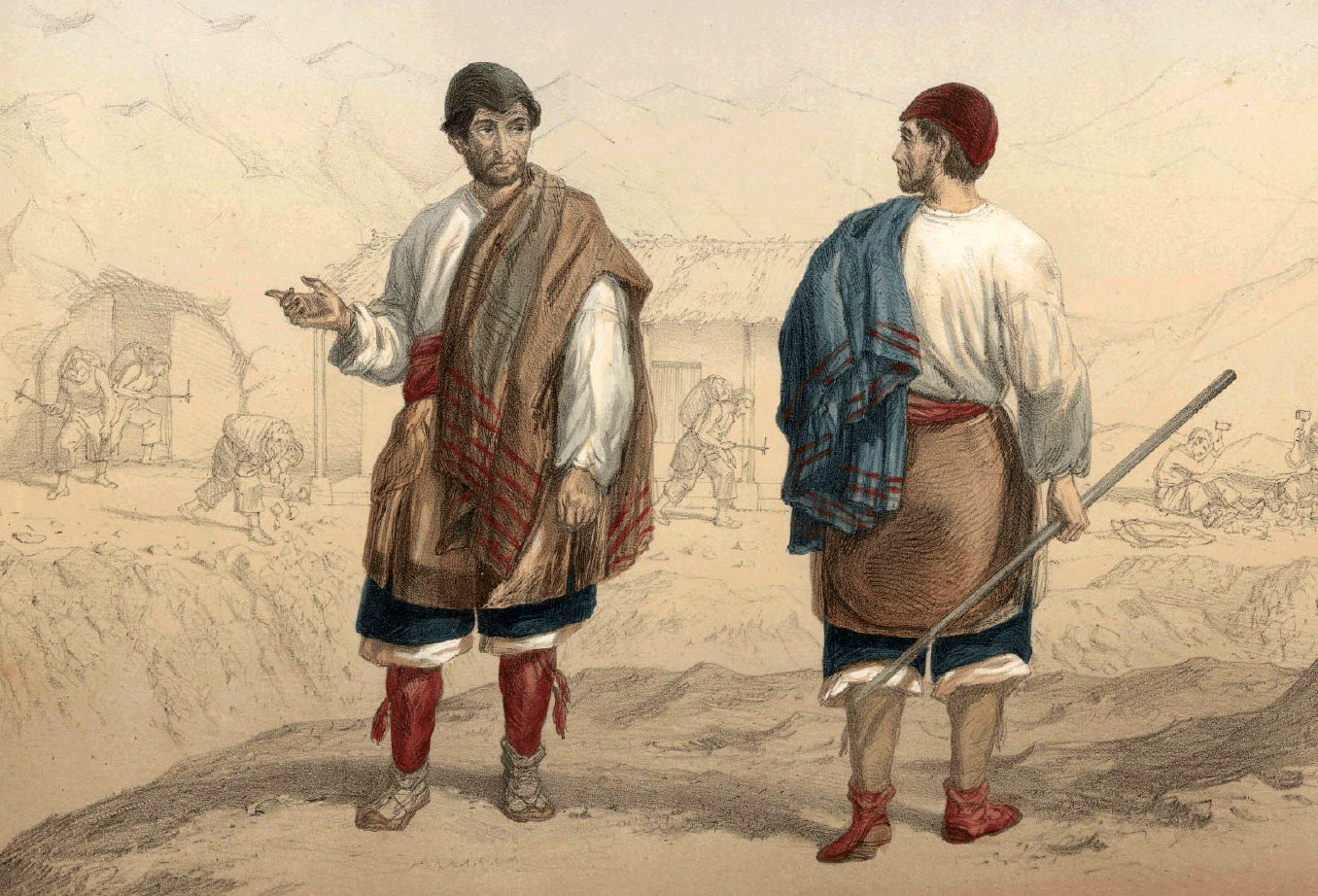
Dibujo de unos mineros chilenos de principios del.

Tras el descubrimiento de plata en Agua Amarga (1811) y Arqueros (1825), las montañas del Norte Chico al norte de La Serena fueron exhaustivamente exploradas. En 1832, el prospector minero Juan Godoy encontró un afloramiento de plata 50 km al sur de Copiapó, en Chañarcillo. El hallazgo atrajo a miles de personas a la región y generó una importante riqueza. Tras el descubrimiento de Chañarcillo, muchos otros minerales fueron descubiertos en los alrededores hasta bien entrada la década de 1840. La ciudad de Copiapó experimentó un gran crecimiento demográfico y urbanístico durante la denominada "fiebre de la plata". La ciudad se convirtió en un centro de comercio y servicios de un gran distrito minero. La zona minera creció lentamente hacia el norte hasta la entonces difusa frontera con Bolivia. Al final de la fiebre de la plata, los mineros ricos habían diversificado sus activos en la banca, la agricultura y el comercio en todo Chile.
Un último gran descubrimiento de plata ocurrió en 1870 en Caracoles, en territorio boliviano adyacente a Chile. Además de ser descubierto por chilenos, el mineral también fue extraído con capital y mineros chilenos.
En el siglo XIX, Claudio Gay y Benjamín Vicuña Mackenna fueron de los primeros en plantear el problema de la deforestación del Norte Chico a causa de la demanda de leña asociada a la actividad minera. A pesar de la realidad de la degradación ambiental causada por la minería, y contrariamente a la creencia popular, los bosques del Norte Chico tampoco eran prístinos antes del inicio de la minería en el siglo XVIII. La salitrería en la provincia de Tarapacá, entonces parte del Perú, provocó también una degradación de los bosques áridos de la Pampa del Tamarugal. El procesamiento rústico del mineral por el método de paradas demandaba grandes cantidades de leña, lo que generó una deforestación a gran escala en los alrededores de La Tirana y Canchones.
Además de la plata, la minería del carbón también floreció a inicios del período republicano. Como la minería del carbón era común en la Gran Bretaña industrializada, los primeros viajeros británicos tuvieron la oportunidad de comentar sobre la calidad de los carbones chilenos antes de que fueran rentables. Sus opiniones diferían sobre el valor económico del carbón chileno, o más específicamente, aquellos carbones de la cuenca de Arauco (36–38° S). Mientras David Barry hallaba que las brasas eran de buena calidad, Charles Darwin las consideraba de escaso valor. El cónsul británico en Chile predijo correctamente en 1825 que el área alrededor de la desembocadura del río Biobío sería un centro industrial del carbón. Sin embargo, no fue sino hasta mediados del siglo XIX que comenzó la minería del carbón a gran escala en la región, en lo que se conoció como la Zona del carbón. El detonante inicial de la minería del carbón fue la llegada de barcos de vapor al puerto de Talcahuano. Estos barcos de vapor, la mayoría de los cuales eran ingleses, compraron inicialmente el carbón muy barato y las vetas de carbón explotadas eran fáciles de trabajar ya que se encontraban casi al nivel del suelo. La demanda de carbón provino no solo de la navegación a vapor sino del crecimiento de la minería del cobre en el norte de Chile. A medida que la madera en el norte de Chile iba escaseando, las fundiciones de cobre recurrieron a los carbones que se encuentran alrededor del centro sur. La demanda de las fundiciones de cobre resultó crucial en la década de 1840 para estabilizar el negocio del carbón.
Las operaciones mineras de carbón eran propiedad principalmente de empresarios chilenos, lo que contrastaba con la fuerte participación extranjera que se observaba en la minería de plata y, más tarde, también en la minería del salitre y del cobre. La minería de plata y la minería del carbón estaban unidas de alguna manera por Matías Cousiño, magnate de la minería de plata que se expandió al negocio del carbón. Cousiño inició operaciones mineras en Lota en 1852, un movimiento que transformó rápidamente la ciudad, de ser una zona de La Frontera escasamente poblada a mediados del siglo XIX, en un gran centro industrial que atrajo inmigrantes de todo Chile hasta bien entrado el siglo XX.

## Era del salitre (1870-1930)
A partir de 1873, la economía de Chile se fue deteriorando. Varias de las exportaciones clave de Chile quedaron fuera de competencia, y los ingresos producto de la fiebre de la plata cayeron. A mediados de la década de 1870, Perú nacionalizó su industria salitrera, lo que afectó los intereses británicos y chilenos. Los contemporáneos consideraron la crisis como la peor de la historia del Chile independiente. El periódico chileno El Ferrocarril predijo que 1879 sería "un año de liquidación masiva de empresas". En 1878, el entonces presidente Aníbal Pinto manifestaba su preocupación comunicando que si no ocurría un nuevo descubrimiento minero, la crisis se agudizaría.
 

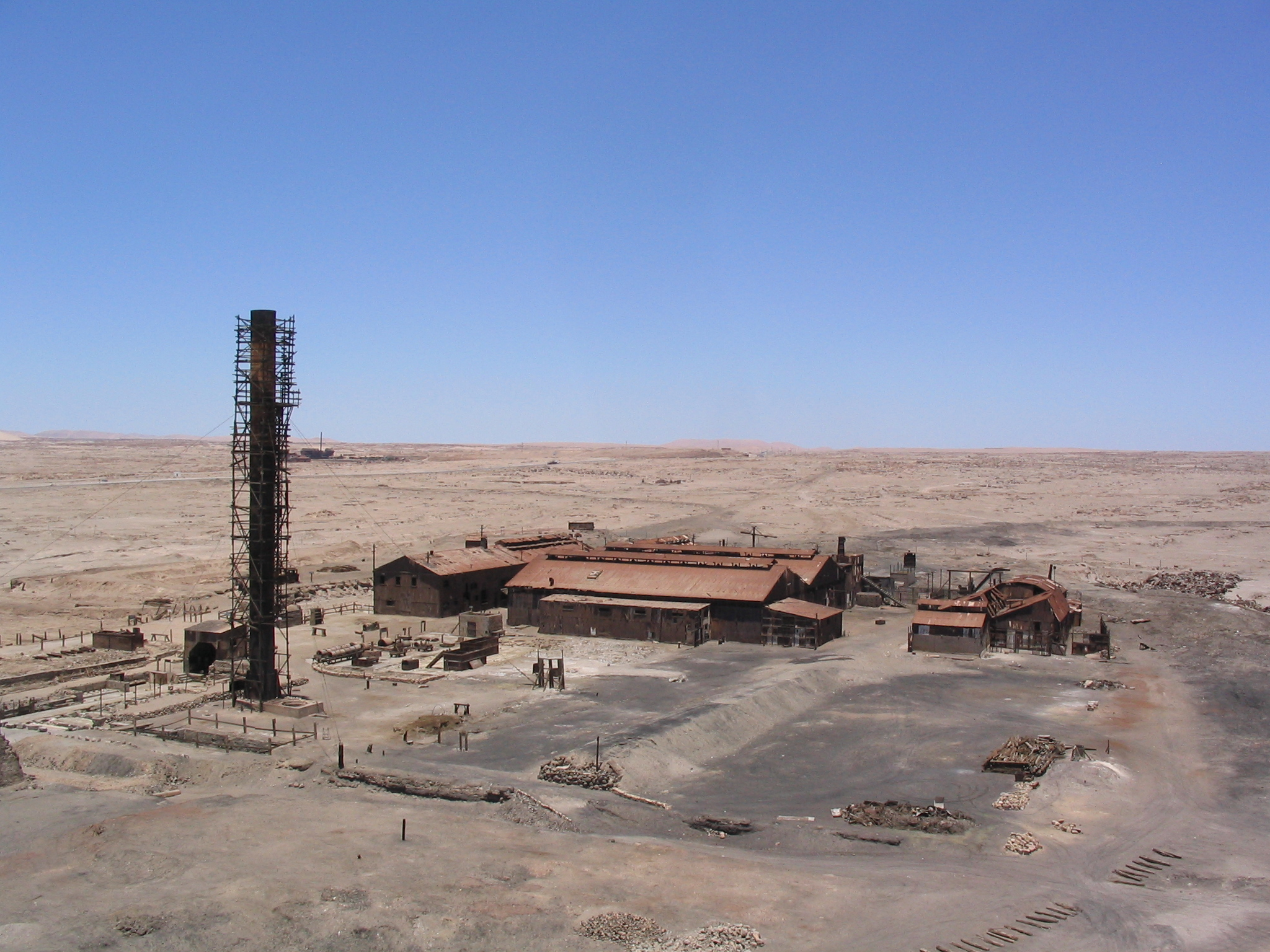
Vista de la salitrera de Humberstone

Fue durante tal contexto de crisis económica que Chile se vio envuelto en la Guerra del Pacífico (1879–1883),  luchando por el control de las provincias ricas en minerales de Perú y Bolivia. La noción de que Chile entró a la guerra para obtener ganancias económicas ha sido un tema de debate entre los historiadores.
Como vencedor de la Guerra del Pacífico, Chile se benefició al obtener un lucrativo territorio con importantes ingresos minerales. Se estima que el erario público creció un 900% entre 1879 y 1902, gracias a los impuestos provenientes de los terrenos recién adquiridos. La participación y control de empresarios británicos en la industria del nitrato aumentó significativamente, aunque también, entre 1901 a 1921, la propiedad chilena aumentó del 15% al 51%. El crecimiento de la economía chilena sustentado en su monopolio salitrero significó, en comparación con el ciclo de crecimiento anterior (1832-1873), que la economía se volvió menos diversificada y excesivamente dependiente de un solo recurso natural. Además, el nitrato chileno, utilizado en todo el mundo como fertilizante, fue sensible a las recesiones económicas, ya que los agricultores reducían el uso de fertilizantes, como una de sus primeras medidas económicas frente a declives económicos. Se ha cuestionado si la riqueza salitrera conquistada en la Guerra del Pacífico fue o no una maldición del recurso. Durante la época del nitrato, el gobierno incrementó el gasto público pero, sin embargo, fue acusado de dilapidar dinero.

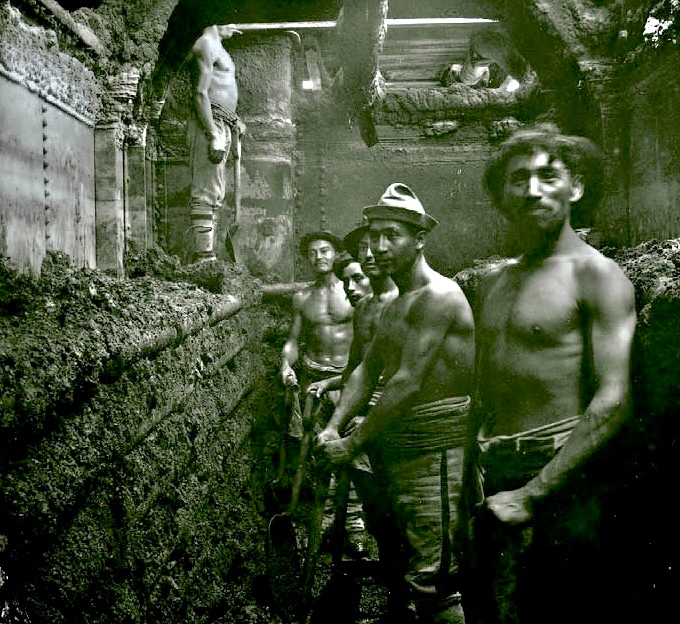
Fotografía de mineros chilenos en una salitrera.

Tras la conquista de nuevos territorios en 1880, Chile impuso un impuesto de 1,6 pesos por cada quintal exportado. Este impuesto encarecía el salitre a escala mundial, es decir era un "impuesto a la exportación". En la década de 1920 este impuesto comenzó a ser considerado obsoleto por los políticos chilenos. En 1888 se promulgó un nuevo Código de Minería.
De 1876 a 1891, la minería del cobre chileno declinó, siendo reemplazada en gran medida en los mercados internacionales por el cobre de los Estados Unidos y de Río Tinto en España. Esto se debió en parte al agotamiento de los minerales supergénicos (poco profundos) de alto grado. La introducción de nuevas técnicas y tecnologías de extracción a principios del siglo XX contribuyó a un importante resurgimiento de la minería del cobre. La innovación tecnológica en perforación, voladura, carga y transporte hizo rentable la explotación de grandes depósitos de pórfidos de cobre de baja ley.

## Era del cobre (1930-2010)

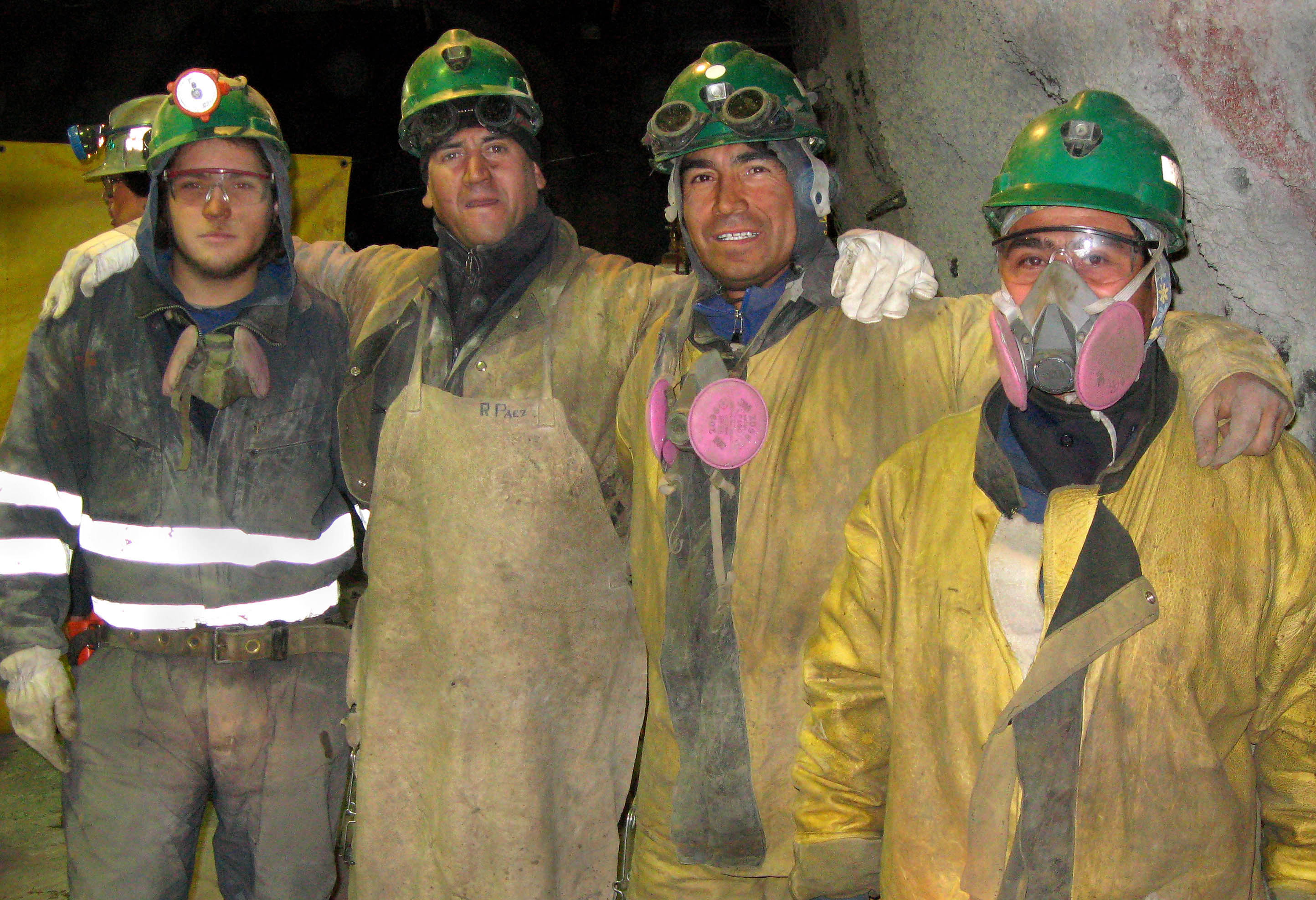
Mineros chilenos en una mina de cobre

En la década de 1910, los principales países productores de cobre en el mundo eran Chile, España y Estados Unidos. En 1932, un nuevo código de minería reemplazó al antiguo código de 1888. El impuesto que pagaba la minería del cobre era "poco o nada". En la década de 1950 se reformó la tributación de la minería cuprífera.
La ley sobre concesiones mineras fue rectificada en 1982 alejando los derechos de concesión minera del principio ad coelum.
Las inversiones en exploración minera en Chile alcanzaron un máximo en 1997 y de allí en adelante descendieron hasta 2003. Como consecuencia de esto, para 2004 había relativamente pocos proyectos mineros activos. De 1995 a 2004 los principales descubrimientos fueron los pórfidos de cobre de Escondida y El Toqui. Además, en el período 1995-2004 se descubrió un grupo más grande de depósitos minerales de tamaño mediano (con rocas de cobertura no mineralizadas) que incluyen Candelaria, El Peñón, Gabriela Mistral, Pascua Lama y Spence.
Chile fue, en 2019, el mayor productor de cobre, yodo y renio, el segundo productor de litio y molibdeno, el sexto productor de plata, el séptimo mayor productor de sal, el octavo mayor productor de potasa, el decimotercer productor de azufre y el decimotercer productor de mineral de hierro a nivel mundial. El país también tiene una producción de oro considerable: entre 2006 y 2017, el país produjo cantidades anuales que van desde 35,9 toneladas en 2017 hasta 51,3 toneladas en 2013.